# Hệ thống phân loại Danis–Weber

Phép phân loại Danis-Weber các loại gãy xương mắt cá chân (Loại A, B và C)

Phân loại Danis-Weber (thường được gọi rút gọn là phân loại Weber) là một phương pháp mô tả gãy xương mắt cá chân. Nó có ba nhóm:
Loại A
Gãy xương mắt cá bên ngoài ở phía xa dây chằng chày mác (nối giữa hai đầu xa của xương chày và xương mác). Thường thấy các dấu hiệu:
- dưới mức khớp chày mác dưới
- dây chằng của khớp sợi chày mác còn nguyên vẹn
- dây chằng delta (dây chằng chày sên) còn nguyên vẹn
- mắt cá trong đôi khi bị gãy
- thường vững: đôi khi vẫn cần nắn chỉnh mở và cố định bên trong (ORIF) trong trường hợp mắt cá trong bị gãy

Loại B
Gãy xương mác ngang mức khớp chày mác dưới. Đặc điểm thường gặp:
- Đường gãy ở ngang mức của khớp mắt cá chân, kéo dài lên trên và ra ngoài trên xương mác.
- Dây chằng chày mác còn nguyên vẹn hoặc chỉ bị rách một phần, nhưng không dãn khớp chày mác dưới
- mắt cá trong có thể bị gãy hoặc dây chằng deltoid có thể bị rách
- vững hay không tùy từng trường hợp

Loại C
Gãy xương mác phía gần so với dây chằng chày mác. Các đặc điểm thường gặp:
- trên mức khớp mắt cá chân
- Đứt dây chằng chày mác, dãn rộng khớp chày mác dưới
- Có gãy xương mắt cá trong hoặc tổn thương dây chằng delta
- mất vừng: cần ORIF

Loại B và C gợi ý có tổn thương nhất định dây chằng chày mác (không thể định hình trực tiếp trên X-quang). Tổn thương này chính nó là mất vừng và nhiều khả năng cần phẫu thuật để đạt được kết quả tốt. Gãy loại A thường ổn định và có thể được điều trị bằng các biện pháp đơn giản, chẳng hạn như bó bột thạch cao.